# Доба Піїв
Доба Піїв — назва періоду історії Римо-католицької церкви й Папської області з 1775 до 1958 року, коли на папському троні з одинадцяти пап семеро мали ім'я Пій — з Пія VI до Пія XII, що іноді використовується в історичній літературі. Цей період характеризується консерватизмом, який найбільше проявився за понтифікату пап Пія VII, Пія IX та Пія XII.

## Папи з іменем Пій у той період
- Пій VI — папа римський 1775–1799
- Пій VII — 1800–1823
- Пій VIII — 1829–1830
- Пій IX — 1846–1878
- Пій X — 1903–1914
- Пій XI — 1922–1939
- Пій XII — 1939–1958